# Audiencja generalna

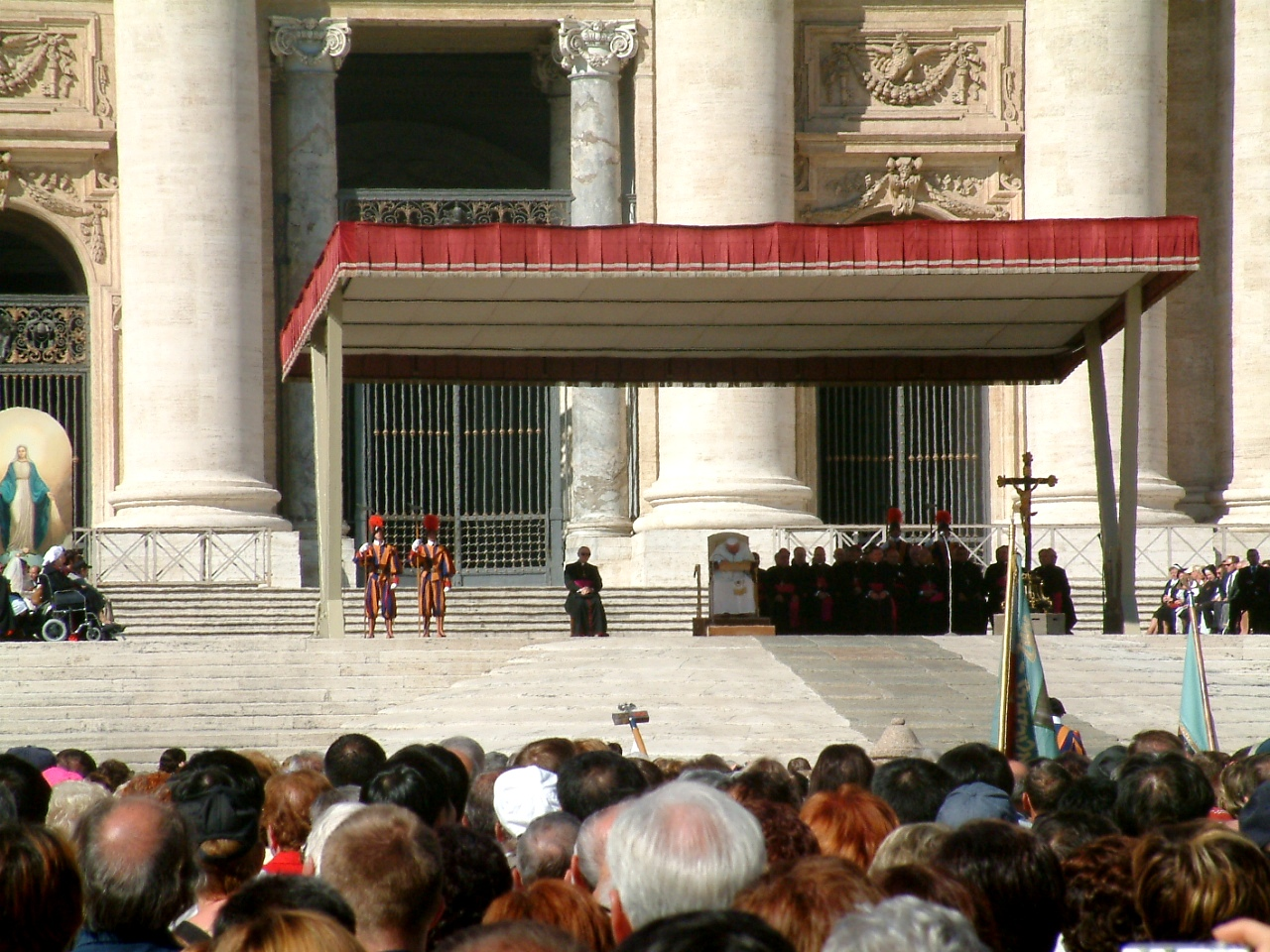
Audiencja Generalna na Placu św. Piotra

Audiencja generalna – spotkanie wiernych z papieżem odbywające się co tydzień, w każdą środę. Tradycja ta została wprowadzona przez papieża Piusa XI, który chciał mieć lepszy kontakt z pielgrzymami. Zwyczaj ten kontynuują kolejni papieże. Spotkania odbywają się najczęściej na Placu św. Piotra lub w Auli Pawła VI. Zostaje podczas nich wygłoszona tzw. "katecheza środowa", czyli specjalne kazanie należące do większego cyklu. Papieże wykorzystywali audiencję generalną również do komentarza na temat bieżących wydarzeń w Kościele lub na świecie.
Do historii przeszła audiencja generalna z dnia 13 maja 1981 roku, podczas której został postrzelony przez Alego Ağcę papież Jan Paweł II.
Cotygodniową audiencję generalną z Watykanu transmitują na żywo polskie media katolickie - Radio Maryja oraz Telewizja Trwam.